# Pokopana piramida
Pokopana ali Sekemketova piramida je nedokončana stopničasta piramida v Sakari, grajena okoli leta 2645 pr. n. št. za Sekemketa Džosertija, drugega faraona Tretje egipčanske dinastije. Sekemket je vladal okoli 2686-2613 pr. n. št., se pravi na začetku Starega egipčanskega kraljestva. Veliko zgodovinarjev je prepričanih, da je Tretja dinastija igrala pomembno vlogo na prehodu iz zgodnjega dinastičnega obdobja Egipta v obdobje gradnje piramid.
Piramida je dostopna za obiskovalce, dostop do  ruševin in podzemnih prostorov pa ni dovoljen.
Sekemket je bil naslednik bolj znanega faraona Džoserja, pokopanega v njegovi slavni stopničasti piramidi nekaj sto metrov jugozahodno. Sekemketova piramida se je zgledovala po Džoserjevi in bila po načrtu morda večja od nje, vendar se je komajda dvignila od tal in zato dobila ime Pokopana piramida. Prekinitev gradnje bi lahko bila posledica prekratke Sekemketove vladavine, ki je trajala samo približno šest let.

## Arheološke raziskave
Pokopana  piramida je bila neznana zgradba, dokler je ni leta 1951 začel raziskovati egiptolog Zaakria Goneim, ko je med izkopavanji v  bližnjem Unasovem kompleksu v puščavi opazil  nenavadne pravokotne oblike. Najprej je odkril tri zidove, delno zasute s kršjem. Ko jih je izkopal do tal, je ugotovil, da so visoki 5,18 m in debeli 18,28 m. Kasneje je odkril, da je zid v smeri sever-jug dolg  518 m, v smeri vzhod-zahod pa 182,8 m in da je poln lažnih vrat in niš.
Piramida stoji v središču kompleksa. Dolžina njene stranice je 115 m. Ima samo eno stopnico, potem pa je bila njena gradnja ustavljena. Goneim je v naslednji fazi izkopavanj na severni strani piramide odkril hodnik, ki je vodil navzdol v galerijo, zaprto  z zidom in kršjem. Med izkopavanji je v galeriji odkril veliko različnih predmetov, med njimi živalske kosti, demotske papiruse in kamnite posode iz Tretje dinastije.  V razpadli leseni skrinji je odkril zlate predmete, med njimi zlate zapestnice, posodice za kozmetiko, koralde in vrče s Sekemketovim imenom.
Ko so 31. maja 1954 podrli zaporni zid, so odkrili nedokončano in neokrašeno pogrebno sobo s sarkofagom  iz enega samega bloka alabastra. Navpični pokrov sarkofaga je zgledal še zapečaten. Ko so 26. junija 1954 s težavo dvignili pokrov, so na veliko razočaranje vseh prisotnih ugotovili, da je sarkofag prazen.
Boneim je zaradi pritiskov in kritik leta 1959 naredil samomor in zanimanje za Pokopano piramido je sredi raziskav  zastao. 
Izkopavanja je zaradi domnev, da bi v južni grobnici lahko bila manjkajoča faraonova mumija, leta 1963 nadaljeval Jean-Philippe Lauer in odkril delno uničeno in izropano grobnico. V njej je našel leseno krsto z ostanki neidentificiranega  dve leti starega otroka  in fragmente zlate folije.

## Piramidni kompleks
Sekemketov piramidni kompleks je je bil zgrajen jugozahodno od Džosejevega v Sakari in vključuje piramido, podzemne prostore in nekropolo. Na delu obzidja kompleksa se pojavlja Imhotepovo ime. Ker ob imenu ni nobenih nazivov, ni jasno, ali gre za istega arhitekta, ki je gradil Džoserjevo stopničasto piramido. Podobnost načrtov kaže, da je to mogoče.

### Piramida
Izvirno ime Sekemketove piramide ni znano. Njeno pogovorno ime je Pokopana piramida, delno zato, ker ni bila dokončana, delno zato, ker so jo, zakopano v pesek, odkrili šele leta 1952. V stanju, kakršnem je, je bolj podobna mastabi, saj je visoka samo 2,43 m. Temelji piramide stojijo na neravnem kamnitem terenu, ki je graditelje prisilil, da ga izravnajo s terasami. Nekatere so visoke tudi 10 m.
Piramida je bila zasnovana kot kvadratna stopničasta piramida z dolžino stranice 115 m in sedem stopnicami. Z višino 70 m bi presegala višino svoje sosede.  Ker ni bila dograjena, ni bila obložena  apnenčastimi ploščami, iz tehnike gradnje pa je kljub temu razvidno, da so bili pravokotni apnenčasti bloki nagnjeni navznoter za 15°.

### Podzemni prostori
Vhod v podzemne prostore (A) je severno od piramide. Začenja se z ozkim prehodom (D), ki se spušča približno 61 m, dokler ne doseže do navpičnega jaška (C)  nad prehodom. S tega mesta vodi drug prehod do vrste 136 nedokončanih galerij (E), ki v obliki črke U obkrožajo piramido. Dve podobni nedokončani skladiščni galeriji sta tik pred vhodom v pogrebno sobo. 
Pogrebna soba meri 8,8 x 5,18  x 4,5 m. Soba ni dokončana, vendar vsebuje potrebno za pokop. Sarkofag je izklesan iz bloka finega alabastra. Na prednji strani ima  navpičen pokrov, ki je bil pričvrščen z malto.

#### Nekropola
Nekropola je orientirana v smeri sever-jug, vendar od idealne smeri odstopa približno 11°. Njena pomembna značilnost je notranje obzidje, znano kot Belo obzidje. Zgrajeno je iz belega apnenca, prekritega z rdečimi oblogami in grafiti. Še vedno ni znano, ali so bili na Sekemketovem kompleksu tudi  pogrebni  templji, kakrši so na Djoserjevem kompleksu. Takšne domneve so zaradi nedograjenosti težavne.
Glavni vhod v kompleks je še vedno neznan.

#### Južna grobnica
Leta 1963 je J.P. Lauer  pod mastabi podobno gradnjo  z dimenzijama 32 × 16 m odkril tako imenovano Južno grobnico. Podzemni prostori so dostopni po navpičnem jašku in kratkem prehodu. V grobnici so odkrili leseno krsto z ostanki neidentificiranega dveletnega otroka, ki zagotovo ni Sekemket. Odkrili so tudi živalske kosti, kamnite posode in zlat nakit iz Tretje dinastije in sledove  roparjev grobnice.

#### Obzidje
Obzidje je bilo visoko približno 10 m in je imelo niše, podobne tistim na Džoserjevem kompleksu. Obloženo je bilo z belim turskim apnencem. Ohranjen je del oblog na prvem severnem obzidju. Drug del obzidja morda sploh ni bil obložen ali pa so obloge ukradli.